# ماكس باين (فلم)
ماكس باين (بالإنجليزية: Max Payne) هو فيلم حركة بطولة مارك والبيرغ وميلا كينيس، مأخوذ عن قصة لعبة الفيديو الشهيرة ماكس باين لكن القصة بشكل غير مباشر تختلف عن قصة اللعبة.

## قصة الفيلم
قصة تتحدث عن البطل “ماكس باين” الذي يخسر زوجته وابنته الطفلة أثناء عملية سطو مسلح على منزله، عندها يستطيع “ماكس باين” قتل اثنين من منفذي العملية بينما يستطيع الثالث الفرار من النافذة, ويمضي “ماكس باين” بقية حياته يجري تحريات بمفرده للكشف عن العصابة والقبض على الفار الثالث، وبعد 3 أعوام يصل إلى الحقيقة، وخلال مدة الفيلم الزمنية وهي 3 أو 4 أيام يكتشف ان مدير الأمن في شركة قام بقتلها بعد ان عرفت ان الشركة تنتج مخدر يقوي الجنود على ارض المعركة لكن الامر سار على عكس التوقعات حيث ان العقار يتسبب في جنون الجنود وإدمانهم وعن استجوابه للمدير تتدخل القوات العسكرية فتقتل المدير لكي لايتكلم ثم يتفاجأ باين بصديقه مقتولا في منزله. الفيلم من بطولة “مارك ولبرغ” وإخراج “جون مور” وحقق المركز الأول في أرباح شباك التذاكر الأمريكية بعد الأسبوع الأول من نشره.

## روابط خارجية
- مقالات تستعمل روابط فنية بلا صلة مع ويكي بيانات